# Taiki Seto
Taiki Seto (瀬戸大樹?, Seto Taiki,; Mie, 27 marzo 1984) è un goista giapponese.

## Biografia
Diventa un professionista presso la Kansai Ki-in nel 2000. Nei primi 5 anni da professionista ottiene 51-3 nel torneo Oteai con una percentuale di vittorie del 94,4%, la sua striscia record viene interrotta dall'abolizione del torneo avvenuta nel 2005. In carriera ha vinto due volte il Sankei Pro-Ama ed è stabilmente nella lega finale dei tornei Honinbo e Meijin.

## Titoli
| Nazionali                | Nazionali      | Nazionali |
| Tornei                   | Vittorie       | Finalista |
| ------------------------ | -------------- | --------- |
| Sankei Pro-Ama           | 2 (2008, 2015) | 1 (2014)  |
| Kansai Ki-in Primo Posto |                | 1 (2024)  |
| Totale in carriera       |                |           |
| Totale                   | 2              | 2         |

| Controllo di autorità | VIAF (EN) 259856093 · ISNI (EN) 0000 0003 8055 6879 · NDL (EN, JA) 001104523 |